# Ґядімінас Кіркілас
Ґядімінас Кіркілас (лит. Gediminas Kirkilas; 30 серпня 1951, Вільнюс — 20 квітня 2024 там же) — литовський політик, прем'єр-міністр Литовської Республіки від 18 липня 2006 до 28 листопада 2008 року.

## Біографія
Старший син у багатодітній сім'ї (два брати й чотири сестри). Батько — інженер зв'язку, мати — вчителька. Закінчив середню школу № 23 у Вільнюсі (1958–1969). Служив на Північному флоті (1969–1972).
Працював реставратором інтер'єрів в Тресті реставрації пам'яток (1972–1978). Виконував роботи з золочення, ліплення, консервації у вільнюських костелах Всіх Святих, Святих Іоаннів, Святого Казимира, костелі боніфратрів, ансамблі Вільнюського університету, Вяркяйському палаці, а також у Каунаському соборі, Пажайсляйському монастирі тощо.
Одночасно від 1974 року навчався на заочному відділенні Вільнюського педагогічного інституту. У 1978–1982 роках навчався у Вільнюській вищій партійній школі.
Після проголошення відновлення незалежності Литви, опублікував у литовській та зарубіжній пресі понад 900 статей на теми політики і суспільного життя. Видав книгу політичної публіцистики та інтерв'ю „Politinės pastabos laikui: Straipsniai, apmąstymai, interviu, įspūdžiai“ (Vilnius: Lietuvos informacijos institutas, 1995).
Курить трубку. Грає в теніс, їздить на велосипеді. Від 2000 року очолює Литовську федерацію шашок. Володіє англійською та російською мовами.
Одружений; дружина Людміла Кіркілєнє — керівниця секретаріату акціонерного товариства „Lietuvos geležinkeliai“ («Литовські залізниці»). Син Роландас працює, дочка Діана навчається у Вільнюському університеті.

## Політична діяльність
У 1982–1985 роках був інструктором Ленінського райкому Комуністичної партії Литви, у 1986–1990 — інструктором відділу культури ЦК КПЛ. За керівництва у ЦК КПЛ Альгірдаса Бразаускаса обіймав посаду його помічника зі зв'язків із пресою (1988–1990). У 1990–1992 роках був помічником Бразаускаса, але вже як депутата Верховної Ради Литви.
У вересні-грудні 1990 року був секретарем ЦК КПЛ, що оголосила про відділення від КПРС. У грудні 1990 року на установчому з'їзді Демократичної партії праці Литви (ДПТЛ) був обраний заступником її голови. У 1991–1996 роках — перший заступник голови ДПТЛ, 1993 року тимчасово виконував обов'язки голови партії. Одночасно працював редактором щотижневої газети російською мовою «Голос Литвы» (1991–1995). У 1996–2001 — член президії ДПТЛ.
Після об'єднання Демократичної партії праці Литви та Соціал-демократичної партії Литви (СДПЛ) від січня 2001 року був заступником голови Соціал-демократичної партії.
Обирався членом Сейму Литовської Республіки (1992–1996 , 1996–2000, 2000–2004, 2004–2008). У Сеймі обіймав посади заступника голови та голови таких комітетів: національної безпеки, закордонних справ, у справах Європи, національної безпеки та оборони. Був одним з головних розробників концепції національної безпеки Литви.
4 липня 2006 року Сейм Литовської Республіки за поданням президента Валдаса Адамкуса затвердив Ґедімінаса Кіркіласа на посаді прем'єр-міністра країни. Після затвердження на засіданні Сейму програми уряду та складання присяги 18 липня Ґедімінас Кіркілас вступив на посаду голови уряду. Після виборів до X Сейму (голосування 12 жовтня та повторне 26 жовтня 2008 року) і формування нового уряду, передав повноваження Андрюсу Кубілюсу.

## Цікаві факти
2008 року Ґядімінаса Кіркіласа оштрафувала Державна служба з контролю за алкоголем і тютюном за куріння у громадському місці. Така заборона діє в Литві від 1 січня 2007 року. За словами політика, він просто запитав дозволу закурити у власника закладу, а той був не проти. Але його «здали» папарацці. Штраф політик заплатив. А ось розлучатися з тютюном Ґедімінас Кіркілас не збирається. Попри антитютюнову кампанію литовської влади, колишній прем'єр-міністр розміщує на своїх сторінках у соціальних мережах світлини з курильною трубкою.

## Нагороди
- Командор ордена Хреста Витязя (30 березня 2004)[4];
- Офіцер ордена Вітовта Великого (3 лютого 2003)[5].